# Mixmag
Mixmag est un magazine mensuel appartenant au groupe de presse britannique Wasted Talent. Il est publié en anglais au Royaume-Uni et dans plusieurs pays. Il traite dans ses articles de musique électronique. Il comprend des interviews, des photos de rave parties ou encore des playlists de DJ. Chaque mois, le magazine offre un CD mixé par un DJ reconnu à l'échelle mondiale. Carl Cox, David Guetta, Paul van Dyk ou encore Armin van Buuren ont déjà tous mixé pour le magazine. 

## Histoire
En 1983, Shalamar fait la couverture du premier numéro. À l'apparition de la house dans les années 1980, le rédacteur en chef et DJ Dave Seaman transforme le magazine d'une lettre d'information destinée aux DJ en un magazine couvrant l'ensemble de la musique électronique  et de la culture des clubs.
En 1996, une version américaine intitulée Mixmag USA est lancée, puis rebaptisée Mixer après la vente de l'édition britannique de Mixmag à EMAP. Il cesse d'être publié en 2003.
Après une chute des ventes en 2003, Mixmag est racheté par Development Hell en 2005. En 2007, Nick DeCosemo devient rédacteur en chef. Duncan Dick devient rédacteur en chef en avril 2015. Patrick Hinton devient rédacteur en chef en août 2022. En 2012, The Guardian collabore avec Mixmag dans le cadre d'une enquête sur les habitudes des Britanniques en matière de consommation de drogues.
Le magazine met fin à son édition papier en avril 2020 pendant la pandémie de Covid-19 et, à partir de 2025, il ne sera plus disponible qu'en ligne,.
Mixmag est détenu par Wasted Talent Ltd, une société qui change de nom pour devenir Mixmag Media Ltd en mai 2017.